# Joana Amendoeira
Joana Amendoeira (Santarém, 30 de septiembre de 1982) es una fadista portuguesa.

## Recorrido
Joana Amendoeira debuta en público en 1994, participando en la gran Noche del Fado de Lisboa.
Un año después, en 1995, participó en la gran Noche del Fado, en Oporto, ganando el primer premio de interpretación femenina en juveniles.
En 1998 se desplaza por primera vez al extranjero, donde actúa en el ámbito del evento "Días de Portugal", organizado por el ICEP en la ciudad de Budapest (Hungría). Aún en el mismo año, graba su primer álbum, intitulado Ojos Chicos.
En el año 2000 edita el segundo álbum, Aquella Calle, que recibe las mejores referencias de la crítica especializada. Inicia una colaboración regular con el "Club de Fado", una de las más prestigiadas casas de Fado de Lisboa, donde forma parte del elenco.
Participa en el disco de homenaje a Moniz Pereira, editado en 2002 por la Universal y en la banda sonora de la serie televisiva La Joya de África.
En 2003, lanza su tercer álbum, Joana Amendoeira. La promoción de este álbum la lleva a varios países como Holanda, España, Francia y Austria. Aún en el año de 2003 participa en el disco de homenaje a Carlos do Carmo, titulado El Nuevo Hombre en la Ciudad.
En 2004 recibe el Premio Revelación 2004 de la Casa de la Prensa. Lanza el álbum En vivo en Lisboa en julio de 2005. El disco fue grabado en el Teatro San Luis en noviembre de 2004.
El disco A Flor de Piel, de 2007, marcó una nueva fase de la artista. Este trabajo fue dirigido musicalmente por Custódio Castillo y grabado en los estudios Pe-de-vento por Fernando Nunes.
Siguieron actuaciones por Europa, que pasaron por locales como el Concertgebouw en Amesterdão, la Royal Opera House y el Queen Elizabeth Hall en Londres o el Teátrum Millenáris Park en Budapest. Aún en Hungría fue invitada en el concierto de Conmemoración de los 40 años de carrera del cantante húngaro Zorán, que transcurrió en la Papp László Budapest Sportaréna.
En la Arena de Portimão, el mes de noviembre de 2007, Joana Amendoeira, Pedro Amendoeira (guitarra portuguesa), Pedro Pinhal (viola de fado), Paulo Paz (contrabajo) y Filipe Raposo (acordeón) se encontraron en una reflexión alrededor del repertorio de la fadista para una actuación con la Orquesta del Algarve. El resultado fue uno de los espectáculos más emblemáticos de la carrera de la artista. Surgió la idea de crear un grupo para juntarse a la voz de Joana Amendoeira y a su quarteto, formando así un espectáculo con arreglos de João Godinho, que se estrenaría en la plaza de Armas del Castillo de San Jorge, en Lisboa, en el ámbito de la 5.ª edición de la Fiesta del Fado, realizada el día 21 de junio de 2008.
De este espectáculo surgió, aún en 2008, el sexto disco de la fadista Joana Amendoeira & Mar Ensemble, esta vez grabado y filmado para publicarse como disco en vivo con oferta de DVD. En marzo de 2009, la Fundación Amalia Rodrigues atribuyó al álbum el premio de "Mejor Disco de Fado de 2008".
El "Mar Ensemble", creado específicamente para el espectáculo, con la dirección de Paulo Moreira (violoncelo), contó con la presencia de António Barbosa (primer violín), Paula Pestana (segundo violín), Ricardo Mateus (viola), María Rosa (flauta), Rui Travasso (clarinete), Carlos Alberto (trompeta) y João Carlos (trompa). Filipe Raposo juntó su acordeón al trío de fado que desde siempre ha venido acompañando a la fadista por las cuatro esquinas del mundo.
Después del lanzamiento del disco, siguieron los conciertos de la gira en salas prestigiadas del circuito de la world music: Bélgica, Egipto, Estonia, Francia, Grecia, Holanda, Italia, Lituania e India.
En 2010 lanza el disco Séptimo Fado.
Le sigue Amor Más Perfecto (Tributo a José Fontes Rocha) en 2012.
Joana Amendoeira participa en 2014 en el proyecto discográfico infantil de autoría de Rodrigo Costa Félix, "Juguetear a los Fados", al lado de otros grandes nombres del Fado como Celeste Rodrigues, Camané, Cristina Blanco, Ricardo Ribeiro, entre otros, con letras de Tiago Torres da Silva para músicas de fado tradicional.
La edición de su noveno disco de originales, en octubre de 2015, con el título: "Mucho Después", cuenta con la producción del letrista Tiago Torres de Silva y la participación de grandes músicos como Pedro Amendoeira (Guitarra Portuguesa), Rogério Ferreira (Viola de Fado), António Quintino (Contrabajo), Filipe Raposo (Piano), Pedro Joya (Guitarra Clásica) y Paulo de Carvalho (Voz). Este disco refleja más de 20 años de vivencia del Fado y celebra el sentido da Vida en sus caminos más luminosos como el Amor, la Amistad, la Maternidad, pasando igualmente por los más sombríos como la Desilusión, la Pérdida, la Soledad y la Saudade. Los temas presentados evidencian un contexto geográfico, el Tajo y la Luz de Lisboa, retratados de forma apasionada por la fadista. En el año en que la fadista vive el maravilloso proceso de la maternidad, Joana Amendoeira ha presentado este nuevo disco y su repertorio de concierto, que nos transporta a la característica especial de su fado, la luz que emana de su voz.

## Discografía
- Ojos Chicos (1998)
- Aquella Calle (2000)
- Joana Amendoeira (2003)
- En vivo en Lisboa (2005)
- A Flor de Piel (2007)
- Joana Amendoeira & Mar Ensemble (2008)
- Séptimo Fado (2010)
- Amor Más Perfecto (Tributo a José Fontes Roca) (2012)
- Mucho después (2015)